# Indigofera charlierana
Indigofera charlierana är en ärtväxtart som beskrevs av Schinz. Indigofera charlierana ingår i släktet indigosläktet, och familjen ärtväxter.

## Underarter
Arten delas in i följande underarter:
- I. c. charlierana
- I. c. lata
- I. c. scaberrima